# Jin (stat)
Jin (晋国, Jìnguó) var en historisk stat i Kina under Zhoudynastin och existerade till år 376 f.Kr. Jins territorium var dagens Shanxi.
Jin bildades som en av många feodalstater i samband med att Zhoudynastin bildades 1046 f.Kr. Det fanns tre starka familjer i riket och år 453 f.Kr. delades Jin upp mellan dem i staterna Han, Wei och Zhao. Uppdelningen gjordes officiell av Zhoudynastins kung år 403 f.Kr. och uppdelningen av Jin blev början på perioden De stridande staterna. Officiellt existerade Jin till 376 f.Kr.
Namnet Jin "晋" har använts även för Jindynastin (265–420) och Senare Jin (936–947).